# Marbeuf
Marbeuf är en kommun i departementet Eure i regionen Normandie i norra Frankrike. Kommunen ligger i kantonen Le Neubourg som tillhör arrondissementet Évreux. År 2022 hade Marbeuf 487 invånare.

## Befolkningsutveckling
Antalet invånare i kommunen Marbeuf
Referens:INSEE